# Padang Peri
Padang Peri is een bestuurslaag in het regentschap Seluma van de provincie Bengkulu, Indonesië. Padang Peri telt 1447 inwoners (volkstelling 2010).